# Asyriologie

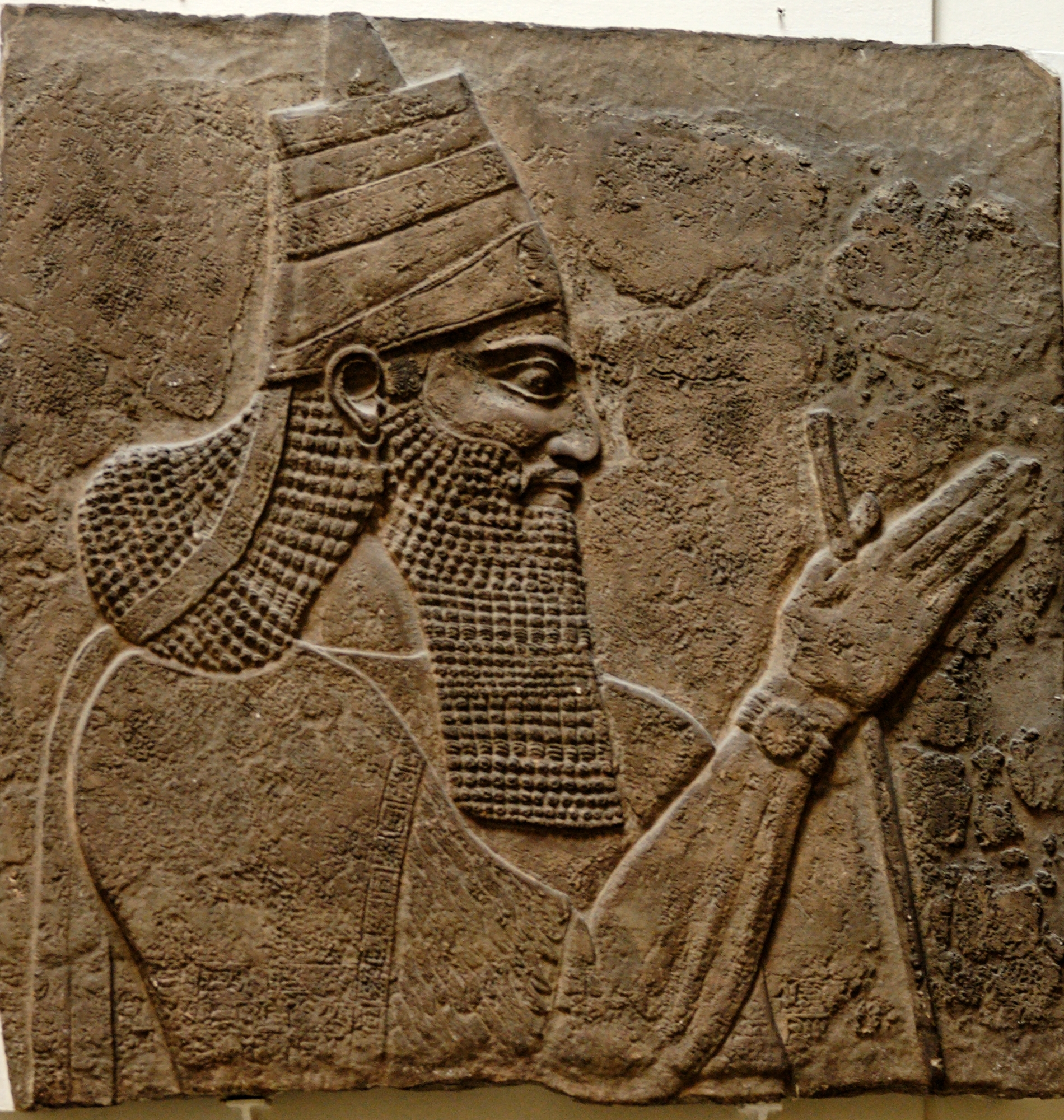
Tiglat-Pileser III. Kamenná deska, asyrské umělecké dílo, asi 728 př. n. l. Z centrálního paláce v Nimrudu.

Asyriologie nebo též asyrologie je věda, která se zabývá studiem starověké Přední Asie s důrazem na její tehdejší jazyky, jako je sumerština, akkadština, atd.